# Naturdenkmal Steinbruch bei Langen
Naturdenkmal Steinbruch bei Langen este o arie protejată (arie specială de conservare — SAC, sit de importanță comunitară — SCI) din Germania întinsă pe o suprafață de 1,94 ha, integral pe uscat.

## Localizare
Centrul sitului Naturdenkmal Steinbruch bei Langen este situat la coordonatele 49°58′56″N 8°41′42″E / 49.9822°N 8.695°E.

## Înființare
Situl Naturdenkmal Steinbruch bei Langen a fost declarat sit de importanță comunitară în noiembrie 2004 pentru a proteja 1 specie de animale. Situl a fost protejat și ca arie specială de conservare în martie 2008.

## Biodiversitate
Situată în ecoregiunea continentală, aria protejată conține 1 habitat natural: Lacuri eutrofice naturale cu vegetație de tip Magnopotamion sau Hydrocharition.
La baza desemnării sitului se află o specie protejată de  amfibieni: triton cu creastă (Triturus cristatus).